# Grantsville (Utah)
Pour les articles homonymes, voir Grantsville.
Grantsville est une municipalité américaine située dans le comté de Tooele en Utah. Lors du recensement de 2010, sa population est de 8 893 habitants, ce qui en fait la deuxième ville la plus peuplée du comté.

## Géographie
Selon le Bureau du recensement des États-Unis, la municipalité de Grantsville s'étend en 2010 sur une superficie de 19,37 milles carrés (50,17 km2), dont 0,03 mille carré (0,08 km2) d'étendues d'eau.

## Histoire
D'abord appelée Twenty Wells, la localité est renommée Willow Creek en 1850 par des pionniers mormons. Elle adopte finalement le nom de Grantsville en l'honneur du colonel George D. Grant, chargé de repousser les amérindiens locaux. Grantsville devient une municipalité le 12 janvier 1867.

## Démographie
La population de Grantsville est estimée à 11 000 habitants au 1er juillet 2017.
| Groupe            | Grantsville (2016) | Utah (2017) | États-Unis (2017) |
| ----------------- | ------------------ | ----------- | ----------------- |
| Blancs            | 92,4               | 90,9        | 76,6              |
| Asiatiques        | 2,4                | 2,6         | 5,8               |
| Métis             | 2,1                | 2,5         | 2,7               |
| Océano-Américains | 1,2                | 1,0         | 0,2               |
| Amérindiens       | 0,4                | 1,5         | 1,3               |
| Afro-Américains   | 0,3                | 1,4         | 13,4              |
|                   |                    |             |                   |
| Hispaniques       | 4,8                | 7,0         | 18,1              |

Le revenu par habitant était en moyenne de 21 781 dollars par an entre 2012 et 2016, en-dessous de la moyenne de l'Utah (25 600 dollars) et de la moyenne nationale (29 829 dollars), malgré un revenu médian par foyer supérieur (64 652 dollars à Grantsville contre 62 518 dollars dans l'Utah et 55 322 dollars aux États-Unis). Sur cette même période, 7 % des habitants de Grantsville vivaient sous le seuil de pauvreté (contre 10,2 % dans l'État et 12,7 % à l'échelle du pays).